# Landtagswahl in Lippe 1904
Die Landtagswahlen in Lippe fanden im November und Dezember 1904 statt. Gewählt wurden die 21 Mitglieder des Lippischen Landtags.

## Allgemeines
Die Wahlen fanden für die zweite Klasse am 1. Dezember und für die dritte Klasse am 2. Dezember statt. Die Abgeordneten der ersten Klasse wurden am 30. November gewählt. Die Stichwahlen fanden am 24., 15., 17. und 19. Dezember statt. Im Laufe der Wahlperiode bis 1908 fanden folgende Neuwahlen statt:
- 28. Februar 1905: Sechster Wahlkreis, Dritte Klasse
- 22. September 1905: Siebter Wahlkreis, Zweite Klasse
- 10. Oktober 1905: Siebter Wahlkreis, Zweite Klasse, Stichwahl
- 1906: Erster Wahlkreis, Erste Klasse B
- 24. Januar 1906: Erster Wahlkreis, Zweite Klasse
- 10. Februar 1906: Erster Wahlkreis, Zweite Klasse, Stichwahl
- 24. April 1906: Siebter Wahlkreis, Zweite Klasse
- 15. Mai 1906: Siebter Wahlkreis, Zweite Klasse, Stichwahl
- 8. Mai 1908: Zweiter Wahlkreis, Zweite Klasse

Gewählt wurden 21 Abgeordnete in drei Klassen zu je sieben Abgeordneten. Die erste Klasse bildeten die höchstbesteuerten Bürger. In der ersten Klasse war in der Untergruppe A wahlberechtigt, wer mindestens 90 Mark Grundsteuer zahlte. Diese Untergruppe wählte fünf Abgeordnete in zwei Wahlkreisen. Die Untergruppe B umfasste diejenigen, die mindestens 180 Mark Einkommensteuer zahlten und wählte zwei Abgeordnete in zwei Wahlkreisen. Die zweite Klasse bildeten die Steuerzahler mit Grund- und Einkommensteuer von mindestens 36 Mark, die dritte Klasse alle anderen Wahlberechtigten. Die 2. und 3. Klasse wählte in je sieben Ein-Personen-Wahlkreisen.

## Wahlergebnis
| Klasse    | Wahlkreis                | Wahlberechtigte | Wähler | %      | Abgeordneter                                                       | Partei        | Stimmen | %                        | Foto |
| --------- | ------------------------ | --------------- | ------ | ------ | ------------------------------------------------------------------ | ------------- | ------- | ------------------------ | ---- |
| 1. Klasse | 1A                       |                 |        |        | Gutsbesitzer Frevert (Milse)                                       |               | 63      |                          |      |
| 1. Klasse | 1A                       |                 |        |        | Gutsbesitzer Windmeier (Nienhagen)                                 | Kons.         | 63      |                          |      |
| 1. Klasse | 1A                       |                 |        |        | Gutsbesitzer Lengerle jun. (Schwaghof)                             |               | 43      |                          |      |
| 1. Klasse | 1A                       |                 |        |        | Landesökonomierat August Riekehof-Böhmer (Schloss Brake)           | Kons.         | 35      |                          |      |
| 1. Klasse | 1A                       |                 |        |        | Gutsbesitzer Betig (Bega)                                          |               | 25      |                          |      |
| 1. Klasse | 1B                       |                 |        |        | Geheimer Justizrat Hunnäus (Detmold)                               |               | 36      | Legte sein Mandat nieder |      |
| 1. Klasse | IB                       |                 |        |        | Fabrikant Leberecht Hoffmann Hoffmann’s Stärkefabriken (Salzuflen) | NLP           | 50      |                          |      |
| 2. Klasse | I. Wahlkreis             | 622             | 480    | 77,2 % | Amtsgerichtsrat Karl Sieg (Detmold)                                | NLP           | 298     | 62,1 %                   |      |
| 2. Klasse | II. Wahlkreis            | 489             | 280    | 57,3 % | Ratsapotheker Karl Ernst Wilhelm Heynemann (Lemgo)                 | Gesamtliberal | 274     | 97,8 %                   |      |
| 2. Klasse | III. Wahlkreis           | 264             | 215    | 81,4 % | Landwirt Rautenberg (Heiligenkirchen)                              | Kons.         | 114     | 53,0 %                   |      |
| 2. Klasse | IV. Wahlkreis            | 322             | 236    | 73,3 % | Gutsbesitzer Köllermeier (Belle)                                   | NLP/Freisinn  | 131     | 55,5 %                   |      |
| 2. Klasse | V. Wahlkreis             | 414             | 347    | 83,8 % | Gutsbesitzer Wilhelm Schemmel (Wüsten)                             | Kons.         | 187     | 53,9 %                   |      |
| 2. Klasse | VI. Wahlkreis            | 304             | 173    | 56,9 % | Gutsbesitzer Tielker (Wöhren)                                      | Kons.         | 164     | 94,8 %                   |      |
| 2. Klasse | VII. Wahlkreis           | 292             | 225    | 77,0 % | Fabrikant Eduard Wolff Zigarrenfabrik F. Wolff & Co. (Schötmar)    | FVp           | 158     | 70,3 %                   |      |
| 3. Klasse | I. Wahlkreis             | 2331            | 1127   | 48,3 % | Druckereibesitzer Adolf Neumann-Hofer (Detmold)                    | LLVP          | 381     | 33,8 %                   |      |
| 3. Klasse | I. Wahlkreis Stichwahl   | ./.             | 1377   | 59,1 % | Johann Auderer (Lemgo)                                             | SPD Lippe     | 760     | 55,2 %                   |      |
| 3. Klasse | II. Wahlkreis            | 2794            | 1555   | 55,6 % | Zigarrenarbeiter August Schmuck (Lemgo)                            | SPD           | 611     | 39,3 %                   |      |
| 3. Klasse | II. Wahlkreis Stichwahl  | ./.             | 1598   | 57,2 % | Zigarrenarbeiter August Schmuck (Lemgo)                            | SPD           | 876     | 54,8 %                   |      |
| 3. Klasse | III. Wahlkreis           | 4587            | 1406   | 30,6 % | Konsumverwalter Clemens Becker (Lemgo)                             | SPD           | 534     | 38,0 %                   |      |
| 3. Klasse | III. Wahlkreis Stichwahl | ./.             | 2071   | 45,1 % | Konsumverwalter Clemens Becker (Lemgo)                             | SPD           | 1102    | 53,2 %                   |      |
| 3. Klasse | IV. Wahlkreis            | 3738            | 1283   | 34,3 % | Pastor Alexander Zeiß (Schwalenberg)                               | Gesamtliberal | 1163    | 90,6 %                   |      |
| 3. Klasse | V. Wahlkreis             | 4419            | 1246   | 28,2 % | Landwirt Bödeker (Alverdissen)                                     | Freisinn      | 640     | 51,4 %                   |      |
| 3. Klasse | VI. Wahlkreis            | 3414            | 1395   | 40,1 % | Druckereibesitzer Adolf Neumann-Hofer (Detmold)                    | LLVP          | 566     | 40,6 %                   |      |
| 3. Klasse | VI. Wahlkreis Stichwahl  | ./.             | 2215   | 64,9 % | Druckereibesitzer Adolf Neumann-Hofer (Detmold)                    | LLVP          | 1182    | 53,4 %                   |      |
| 3. Klasse | VII. Wahlkreis           | 4131            | 1436   | 34,8 % | Lehrer Wilhelm Bruns (Wülfer)                                      | Freisinn      | 527     | 36,8 %                   |      |
| 3. Klasse | VII. Wahlkreis Stichwahl | ./.             | 1711   | 41,4 % | Lehrer Wilhelm Bruns (Wülfer)                                      | Freisinn      | 872     | 51,0 %                   |      |

Im Laufe der Wahlperiode musste Abgeordnetenmandate durch Neuwahlen erneut besetzt werden.
| Datum der Wahl     | Klasse              | Wahlkreis          | Wahlberechtigte | Wähler | %      | Abgeordneter                                       | Partei   | Stimmen | %                        | Foto |
| ------------------ | ------------------- | ------------------ | --------------- | ------ | ------ | -------------------------------------------------- | -------- | ------- | ------------------------ | ---- |
| 28. Februar 1905   | 3. Klasse           | Sechster Wahlkreis | ./.             | 2317   | ./.    | Druckereibesitzer Adolf Neumann-Hofer (Detmold)    | LLVP     | 1412    | 60,9 %                   |      |
| 22. September 1905 | 2. Klasse           | VII. Wahlkreis     | ./.             | 171    | ./.    | Landwirt Wilhelm Meier-Jobst (Leese)               | Freisinn | 464     | 49,8 %                   |      |
| 10. Oktober 1905   | 2. Klasse Stichwahl | VII. Wahlkreis     | ./.             | 289    | ./.    | Druckereibesitzer Adolf Neumann-Hofer (Detmold)    | Freisinn | 73      | 34,9 %                   |      |
| 24. Januar 1906    | 2. Klasse           | I. Wahlkreis       | 626             | 487    | 77,8 % | Brauereidirektor Miller (Falkenkrug)               | Liberal  | 156     | 32,0 %                   |      |
| 10. Februar 1906   | 2. Klasse Stichwahl | I. Wahlkreis       | ./.             | 511    | 81 %   | Brauereidirektor Miller (Falkenkrug)               | Liberal  | 264     | 51,7 %                   |      |
| 15. Februar 1906   | 1. Klasse           | 1B                 |                 |        |        | Landgerichtsrat Hermann Valentin (Detmold)         |          | 40      | legte sein Mandat nieder |      |
| 24. April 1906     | 2. Klasse           | VII. Wahlkreis     | 299             | 241    | 80,6 % | Gutsbesitzer Döldissen (Schmedissen)               | Kons.    | 83      | 34,4 %                   |      |
| 15. Mai 1906       | 2. Klasse Stichwahl | VII. Wahlkreis     | ./.             | 229    | ./.    | Landwirt Wilhelm Meier-Jobst (Leese)               | Liberal  | 122     | 53,2 %                   |      |
| 8. Juli 1907       | 1. Klasse           | 1B                 |                 |        |        | Rentner Lindrum                                    |          | 38      |                          |      |
| 8. Mai 1908        | 2. Klasse           | II. Wahlkreis      | ./.             | 516    | ./.    | Ratsapotheker Karl Ernst Wilhelm Heynemann (Lemgo) | Liberal  | 222     | 72,8 %                   |      |